# Drosanthemum vespertinum
Drosanthemum vespertinum är en isörtsväxtart som beskrevs av L. Bol. Drosanthemum vespertinum ingår i släktet Drosanthemum och familjen isörtsväxter. Inga underarter finns listade i Catalogue of Life.